# プラテー

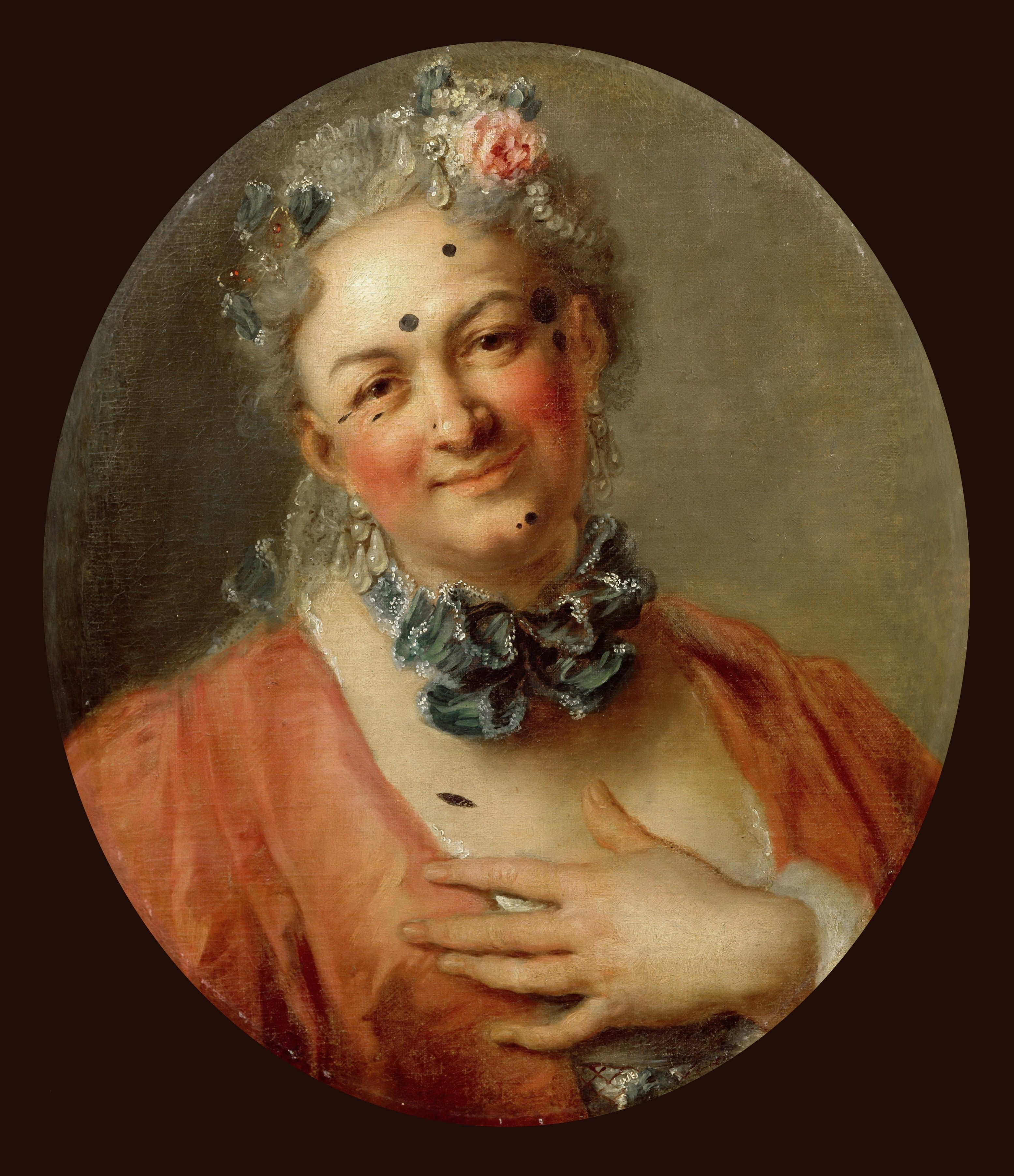
プラテーを演じるジェリオット

『プラテー』（フランス語: Platée）は、ジャン＝フィリップ・ラモーが作曲したプロローグを備えた3 幕のフランス語のオペラ（コメディ・リリック）で、リブレットはジャック・オトローの戯曲『プラテーあるいは嫉妬深いジュノン』（Platee, où Junon jalouse）をアドリアン＝ジョセフ・ル・ヴァロワ・ドルヴィル（Adrien-Joseph Le Valois d’Orville）が加筆修正したものによる。1745年3月31日にヴェルサイユ宮殿のラ・グランド・エキュリにて初演された。ラモーは本作にバレエ・ブフォン（Ballet Bouffon）という名をつけている。

## 概要

### 初演とその後
『プラテー』はフランスの王太子ルイ・フェルディナンの婚礼のために作曲された。古代ギリシアの作家パウサニアスの原作『ペリゲエシス』を最終的な底本とするジュピテルと醜い沼の妖精との偽装結婚の物語である。婚礼にはまことに不向きな題材で、花嫁のスペイン王女マリア・テレサが明らかに魅力に乏しいことを考えれば、なおさらと思われるが、作品のこの一面は当時ほとんど論じられなかったようだ。初演から4年後、バロ・ド・ソヴォが加筆訂正した台本によってパリ・オペラ座で再演され、成功を収めた。1754年から1759年まではレパートリーに残った。台本が〈俗悪〉だという批判があったにせよ、ラモーの最高傑作のひとつと見なされたのである。18世紀の最後の上演は1773年であった。

### 作品の性格的特徴

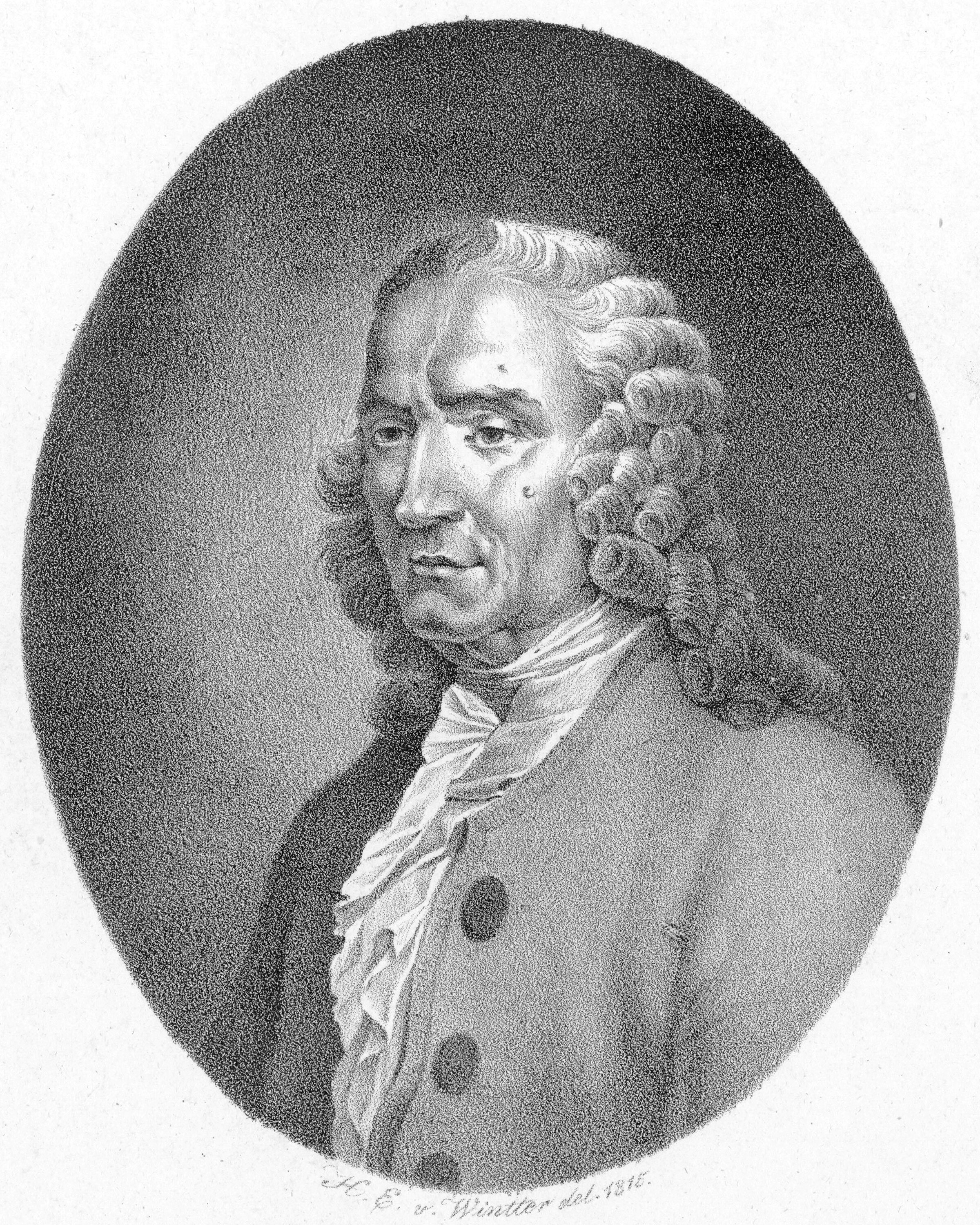
ラモー

本作は、コメディ・バレエ『レ・パラダン』（1760年）と共に、ラモーの限られた喜劇作品であるが、数年後にファヴァールの名と共に出現するオペラ・コミックの諸特性は全く備えていない。これは、むしろパロディの部類に属するが、均整がとれて音楽的な質が高い点で、この種の作品としては他の追随を許さない。
『ラルース世界音楽事典』によれば「この作品は2つの面でパロディ的な作品である。まず、オペラそのもののパロディ。つまり、オペラのあらゆるお決まりの表現（嵐、神々の飛翔、祈願、変身、恋愛場面、捨てられたヒロインなど）が、ひとひねりして使われている。恋する人物とスティル・ギャラン（艶美様式）のパロディ。誤りの用法（間違ったアクセント、空々しい誇張、不釣り合いな和声など）を組織的に使用することによる、音楽様式のパロディ。しかし、それと同時に、愚弄された水の精のグロテスクな役柄から、本来の悲壮感が引き出される限りにおいて、過酷な作品でもある。ラモーの同時代人の間で大いに評価された本作は、今日、この18世紀のオペラがあまりにも知名度が低いゆえに、すべての引喩を理解することは難しいとしても、その滑稽味は保持している」。

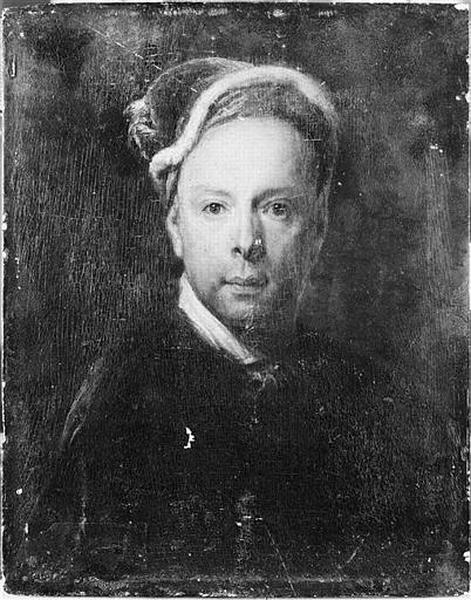
ジャック・オトロー

演出家のロバート・カーセンは本作の最大の魅力について「私は常に『プラテー』に魅了されてきた。なぜなら、それが感情と辛辣な風刺とを18世紀フランス演劇の古くからの因習に基づいた独特のスタイルで融合させているからだ。因習は、例えば、どうして各々の幕が主題を持たないダンスで締めくくられるかの根拠となる。私は、バロック作品の構造を規定する形式的な原則を崇拝している。それらは我々に近代リアリズムとは対極にあるものを提示するが、それでもなおポストモダン期の芸術における形式的な崩壊との類似点を明らかにしているのだ」述べている。
岸純信によれば「ジャン・ラシーヌやピエール・コルネイユの古典悲劇が世を席巻していた当時、フランスのオペラ界でも、悲劇性の高い演目に人々の興味が集中した。それゆえ、本作が持つ喜劇性は珍しいものだった。「不細工ながら自惚れが強い沼の精を主人公とする喜劇的なオペラ『プラテー』では醜い沼の精プラテー役は男性歌手（高音域にファルセットを交えて歌うオートコントルという声種）が女装して演じた。その理由は喜劇的なキャラクターである醜女の役を女性にやらせることをラモーが気の毒に思ったからと伝えられている」。さらに、「ドラマとしは、プラテーの迷走ぶりが我々を大いに笑わせてくれる一方で、そのあまりに純粋な心持ゆえに、我々の同情や共感を少しずつ膨らませて行く点に注目したい。劇の最後で、皆に嘲笑される彼女の姿に胸を痛めぬ人がいるだろうか」。
永竹由幸は本作について「醜女の主役にとっては残酷な話だが、ジャック・オッフェンバックの『地獄のオルフェ』より100年以上も前に創られた強烈なパロディである。ラモーの作品の中でもオペレッタの元祖的な異色作だが、彼の最高傑作の一つと言っていいだろう。音楽は初めから終わりまで、痺れるほど良い」と評している
ラヴォアによれば「ラモー本作において陽気になろうと努めており、大変面白い思いつきを持つ〈蛙の合唱〉では滑稽でもあり、絵画的でもある音が非常に軽妙に取り扱われている」。

### 作品の音楽的特徴

フォリーとタリーを創唱したマリー・フェル

岸純信は「この曲におけるラモーの独創性は枚挙にいとまがない。序曲の冒頭に現れる、生き物たちがしきりに首を動かすかのようなコミカルなフレーズが聴き手の想像力を刺激し、プラテーとお付きのクラリーヌが会話で繰り返す「quoi」、「lois」、「vois」、「fois」といった音の響きも、蛙の鳴き声の巧妙な模写として面白い。また、第1幕のプラテーの〈エール〉（アリア）に続いて四声の合唱がシンコペーションで一斉に「quoi、quoi」と反応するする様子も筆舌に尽くし難いほどの可笑しさである。それに、フルートが真似するカッコウの声も間合い良くリズムを奏で、第2幕の鳥たちが騒ぐ様子のリアルな描写やジュピテル降臨の場の迫力も印象的であるし、アポロンとダフネの悲しい話をフォリーが小気味よい口調であっけらかんと歌い進めて行く様なども、悲劇の切々たる台詞の回しのパロディとして面白い」と分析している。
『新グローヴ オペラ事典』では「本作のリブレットは大まかな筋だけを見れば、本作のユーモアは悪趣味だという印象を受ける。だが、自惚れ屋の醜いニンフをからかうという残酷さはプラテー役を男性が歌うことで和らげられている（当時のフランス・オペラでは数少ない女装役）。作品のユーモアや突飛な状況やコミカルな演技（珍しく台本で細かく指示されている）によるものだけでなく、神の降臨や変身、音楽的並びに詩的な語法、慣習的な構成など、シリアスなオペラが様々な形でパロディ化されている点からも生じている。例えば、プラテーの婚礼の前のシャコンヌが可笑しいのは、その馬鹿げた長さや、〈非常に貴族的な〉踊り方だけでなく配置が間違っているからである。シャコンヌは通常であればディヴェルティスマンのクライマックスに置かれるのである。その他、誇張された母音唱法、アクセントの間違い、アクロバティックな声の技巧、擬声語や擬態語（蛙、カッコウ、怯えた鳥たち、フォリーの竪琴、ハーディ・ガーディ）など音楽的パロディは多種多様である。バーレスク風の言葉の使用法は蛙の言葉を思わせる〈どうして、ケロ〉（quoi）や滑稽な頭韻、および〈ちぇっ！〉（Fi）、〈やれやれ!〉（Ouffe）といったオペラらしからぬ間投詞を含めた庶民的言葉使いに見ることができる」と分析している。

## 20世紀以降の復活
1901年1月26日にミュンヘンのカイム・ザールにてドイツ語版で上演され、1917年4月5日にモンテ・カルロにてフランス語版で上演された。録音されたのは1961年であった。今日では本作の演目としての地位は確固たるものとなり、定期的に上演されている。
日本初演としては2012年2月8日に渋谷区文化総合センター大和田さくらホールにおいて、ジョイ・バレエ ストゥーディオによって、演出の錦織佳子で上演されたと記録されている。
その他の注目すべき上演としては2014年11月7日に北とぴあさくらホールにて、コンサート形式(セミ・ステージ形式)で、指揮：寺神戸亮、プラテー：マティアス・ヴィダル、フォリー：ベツァベ・アース、ジュピテル：フルヴィオ・ベッティーニ、メルキュール：安冨泰一郎、管弦楽と合唱：レ・ボレアードによって行われた。

## 演奏時間
序曲：約5分、プロローグ：約25分、第1幕：約40分、第2幕：約40分、第3幕：約40分　合計：約2時間30分

## 登場人物
| 人物名                                                     | 原語     | 声域                            | 役                                                     | 初演のキャスト                                                                            |
| ---------------------------------------------------------- | -------- | ------------------------------- | ------------------------------------------------------ | ----------------------------------------------------------------------------------------- |
| プラテー                                                   | Platée   | オートコントル （Haute-contre） | 沼の妖精。 蛙の女王。                                  | ピエール・ジェリオット                                                                    |
| ラ・フォリー                                               | La Folie | ソプラノ                        | 狂気の擬人化                                           | マリー・フェル                                                                            |
| メルキュール                                               | Mercure  | オートコントル                  | 商人や旅人の守護神。                                   | ジャン・アントワーヌ・ベラール （Jean Antoine Bérard）                                    |
| シテロン （キサイロナス）                                  | Cithéron | バス・バリトン                  | ギリシアの王                                           | フランソワ・ル・パージュ （François Le Page）                                             |
| ジュピテル                                                 | Jupiter  | バス                            | ローマ神話の主神                                       | クロード＝ルイ＝ドミニク・シャス＝ド＝シネー （Claude-Louis-Dominique Chassé de Chinais） |
| ジュノン （ユーノー）                                      | Junon    | ソプラノ                        | ジュピテルの妻。                                       | マリー＝ジャンヌ・フェッシュ （Marie-Jeanne Fesch）                                       |
| アムール                                                   | L'Amour  | ソプラノ                        | 愛の神                                                 | マリー＝アンジェリック・クペ （Marie-Angélique Coupé）                                    |
| タリー                                                     | Thalie   | ソプラノ                        | 喜劇の神                                               | マリー・フェル                                                                            |
| テスピス                                                   | Thespis  | オートコントル                  | 喜劇の発案者                                           | ジャン＝ポール・スペゾレール （Jean-Paul Spesoller）                                      |
| モミュス （プロローグ）                                    | Momus    | バス・バリトン                  | ギリシア神話に登場する神で非難や皮肉を擬人化したもの。 | アルベール （Albert）                                                                     |
| モミュス （本編）                                          | Momus    | バリテノール                    | －                                                     | ルイ=アントワーヌ・キュヴィリエ （Louis-Antoine Cuvilliers）                              |
| ナイアード                                                 | Naiade   | ソプラノ                        | 妖精、ここではプラテーの侍女                           | メス （Metz）                                                                             |
| サティール                                                 | Satyr    | バス・バリトン                  | 半人半獣の自然の精霊                                   | ブノワ （Benoit）                                                                         |
| クラリーヌ                                                 | Clarine  | ソプラノ                        | プラテーの侍女                                         | ブルボネ （Bourbonnais）                                                                  |
| 合唱：動物たち、神々の付き人、巫女たち、村人たち、妖精たち |          |                                 |                                                        |                                                                                           |

## 楽器編成
- 木管楽器: フルート2、オーボエ2、ファゴット2
- 金管楽器: トランペット1
- 打楽器: ティンパニ
- 弦楽合奏、チェンバロ

## あらすじ
時と場所：時は不明、ギリシア、シテロン山の麓にある沼

### プロローグ
ギリシアの葡萄畑

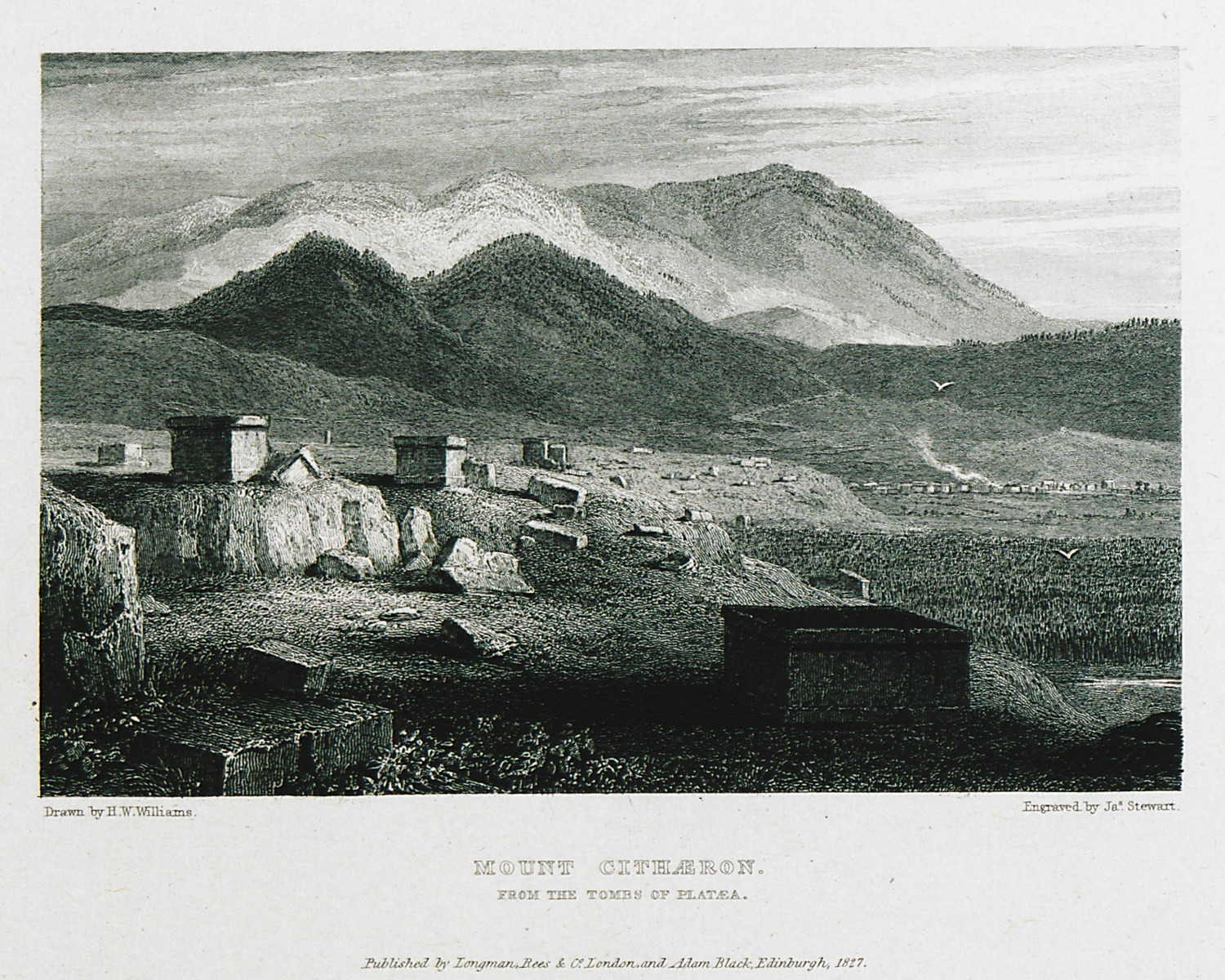
平原の墓から臨むシテロン山

喜劇の創始者テスピスが気持ち良さそうに昼寝をしている。奥では葡萄畑では、村人たちが忙しく葡萄の収穫に勤しんでいる。あたり一面にはワインを醸造する豊かな香りが立ち込め、多くの者たちは酒の神バッカスに豊作を感謝し、歌い踊っている。一人のサティールがテスピスを起こして、物語を話して、うたってやってくれと言う。するとテスピスは人々に遠慮せず、皮肉と風刺を始める。そして、巫女たちの貞操だって誰も信じないぞというので、「もう一度眠ってしまえ」と合唱する。そこに愛の神アムールと噂と陰口の神モミュス、喜劇の神タリーが現れ、人間と神々に教訓を与えるために、辛辣な芝居を作ろうと提案する。そこでテスピスは「ジュピテルが妻ジュノンの嫉妬深さを諫めるために芝居を打つ」という喜劇を思い出し、新しく芝居を創ろうと主張し、この新しい物語が始まる。

### 第1幕
シテロン山の麓にある沼

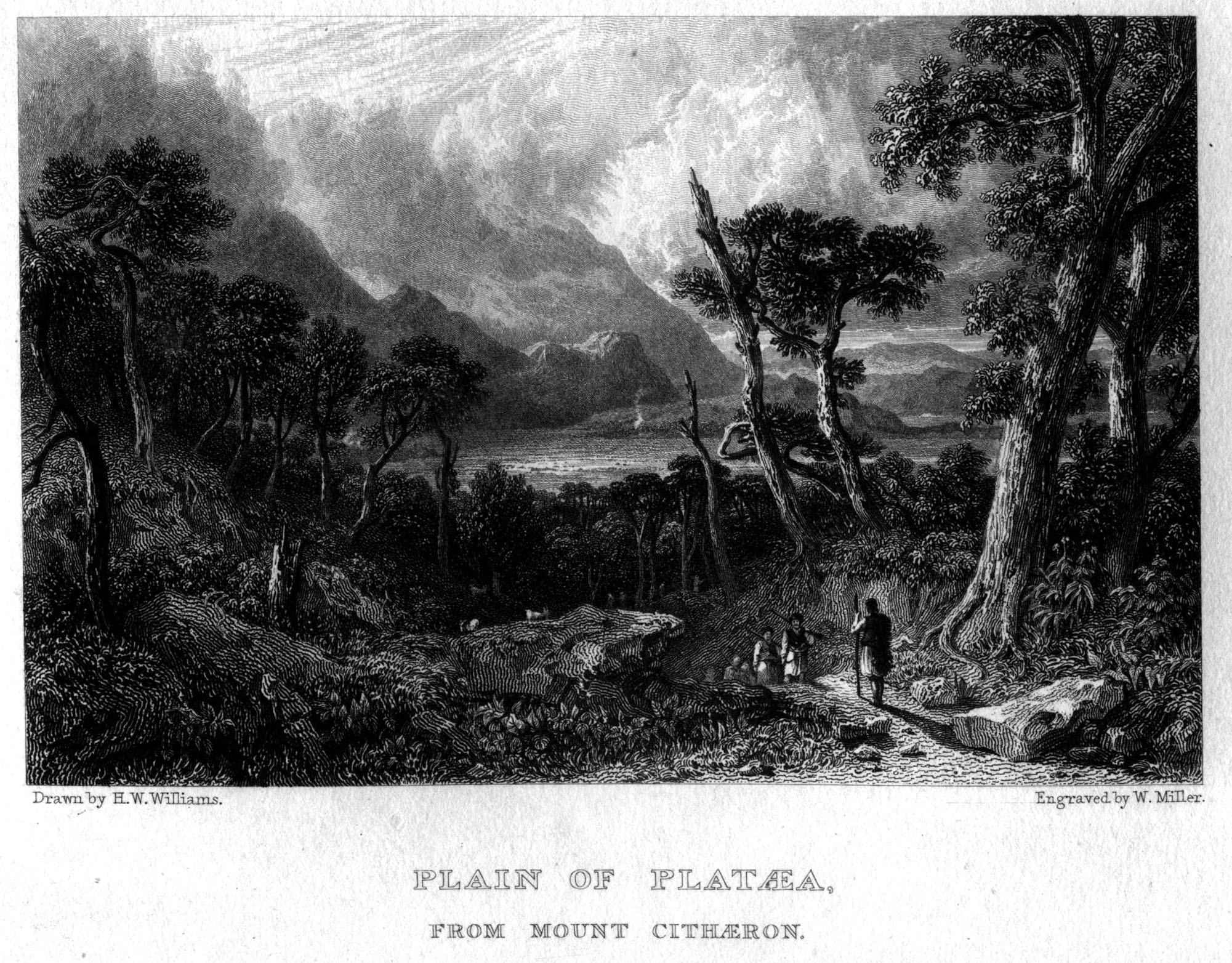
シテロンの平原

オーケストラによる前奏曲で嵐が沼に吹き荒れる様が写実的に描写された後、ギリシアの王シテロンは「何が神の怒りをかったのか」と嘆く。するとジュピテルの使者メルキュールが降臨して来て、ジュピテルが妻ジュノンの嫉妬深さにいらだって雷鳴を轟かせていると説明する。そこでシテロンは一計を案じ、嫉妬するのも馬鹿馬鹿しくなるような相手とジュピテルが浮気をしているという芝居を打って、ジュノンの嫉妬深さを諫めようと提案する。浮気の相手なら、醜いにもかかわらず、自分の容姿に自信過剰な沼の精プラテーが適任だということで意見が一致する。話が決まってシテロンとメルキュールが立ち去ると、噂のプラテーが姿を現す。自惚れ屋のプラテーは「恥ずかしがり屋のシテロンは私に惚れているのに、わざとつれない態度をとるの」と侍女クラリーヌに打ち明ける。シテロンが現れると、プラテーは蛙やカッコウが二人の恋を祝って歌い出すのに合わせて媚びを売る。しかし、シテロンは人間と沼の精では身分違いだとはぐらかし、冷淡な態度をとるのでプラテーは怒り出す。プラテーの憤然とした「一体、どうしてケロ、ケロ？」（Dis donc, dis donc pourquoi ?）を蛙たちの擬声語による合唱「一体、どうしてケロ、ケロ？」が反復する。メルキュールが再び降臨し、ジュピテルはプラテーに恋い焦がれていると告げる。自分を魅力的だと信じているプラテーはメルキュールの言葉を鵜吞みにして舞い上がり、あっさりシテロンのことを忘れてジュピテルを受け入れることにする。一方これがはかりごととは知らないジュノンは嫉妬に狂い雷鳴を轟かす。周囲には暗雲が垂れこめ激しく雨が降り始めるが、プラテーは怯まず〈アリア〉「出ておいで、ニンフたち、沼の底から出ておいで」（Quittez, Nymphes, quittez vos demeures profondes）（蛙の鳴き声を表す、荒っぽいシンコペーションが挟まれる。）と仲間を呼び寄せ、「雨を楽しもう」と挑発するので、ジュノンは逆上し、猛烈な北風で応酬し、嵐のサンフォニーでプラテーの歌がかき消される。プラテーを祝福していた妖精や生き物たちは堪えられず、沼に逃げこんで行くのだった。

### 第2幕
シテロン山の麓にある沼

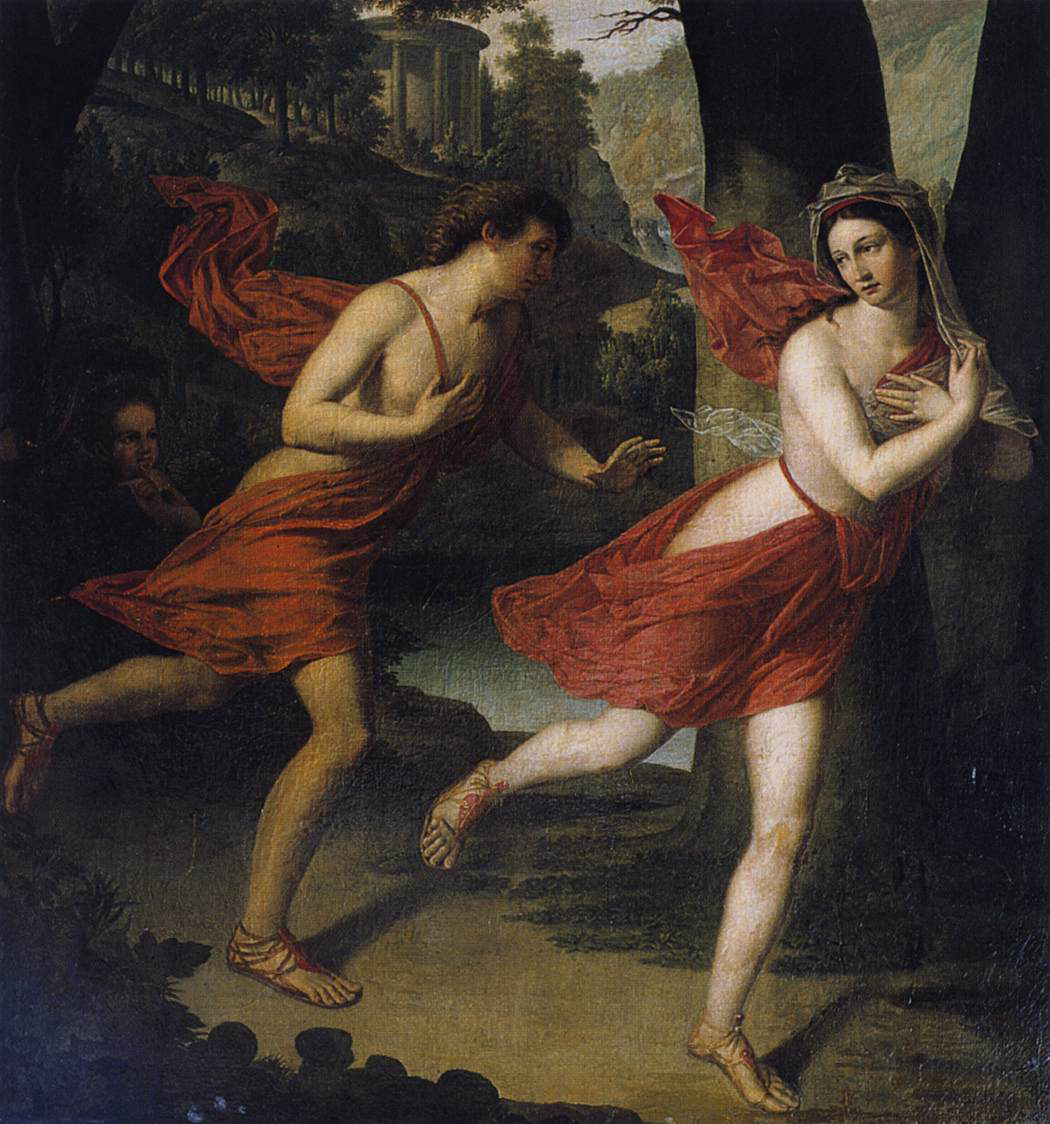
ロベール・ルフェーブルの『アポロンから逃げるダフネ』

メルキュールは予定通り、ジュピテルがアテネで浮気をしているとジュノンに思い込ませて追い払ったと報告し、シテロンとともに物陰から成り行きを見守ることにする。そこにジュピテルがモミュスを従えてやって来るが、荒れ狂う北風を鎮めるだけで、雲に隠れて姿を現そうとしない。プラテーはその雲を見上げ、胸をときめかせて「この雲を見れば」（À l'aspect de ce nuage）と健気にも恋心を歌う。するとジュピテルは最初ロバに変身して現れる（重音奏法でロバのいななきが模倣される。プラテーはそれを愛の溜息と勘違いする。）。プラテーは驚くが、どんな姿になろうとも愛は変わらないと誓う。そんなプラテーをからかって、ジュピテルはフクロウになって現れる。フクロウを見て他の鳥たちが慌てふためく音が聞こえる。二本のフラジオレットと高音の弦が、その不協和音を独創的に表す。だが、フクロウは飛び去ってしまう。そのとき、雷鳴と共に火の雨が降り出し、ようやくジュピテルが実際の姿を現すと迷わずプラテーに「私の切なる願いに無関心でしょうか？」（ Seriez-vous insensible à mes tendres vœux ? ）と求婚すると、プラテーは「うっふ」（Ouffe）と呻き声を上げて倒れてしまう。ジュピテルはディヴェルティスマンを用意するようモミュスに命じる。笑い声で「なんとまあ、かわいらしいこと！」（Qu'elle est comique ! Qu'elle est belle !）と合唱され、馬鹿にされる。続いてアポロから竪琴を盗んで来たというフォリーが陽気な道化と憂鬱な道化を引き連れてやって来ると、見事にパロディ化されたイタリア風〈コロラトゥーラ・アリア〉「アポロの愛をダフネは拒んだ」（Aux langueurs d'Apollon, Daphné se refusa）を歌う。いよいよ宴は盛り上がり、婚姻の神ヒュメンがジュピテルとプラテーの結婚を祈祷する。「新しいジュノン」（la nouvelle Junon）と呼ばれプラテーはすっかり舞い上がり「そうよ、そうよ、その通り！」（Hé, bon, bon, bon）と歌い、一同が歌い踊り、フィナーレとなる。

### 第3幕
シテロン山の麓にある沼

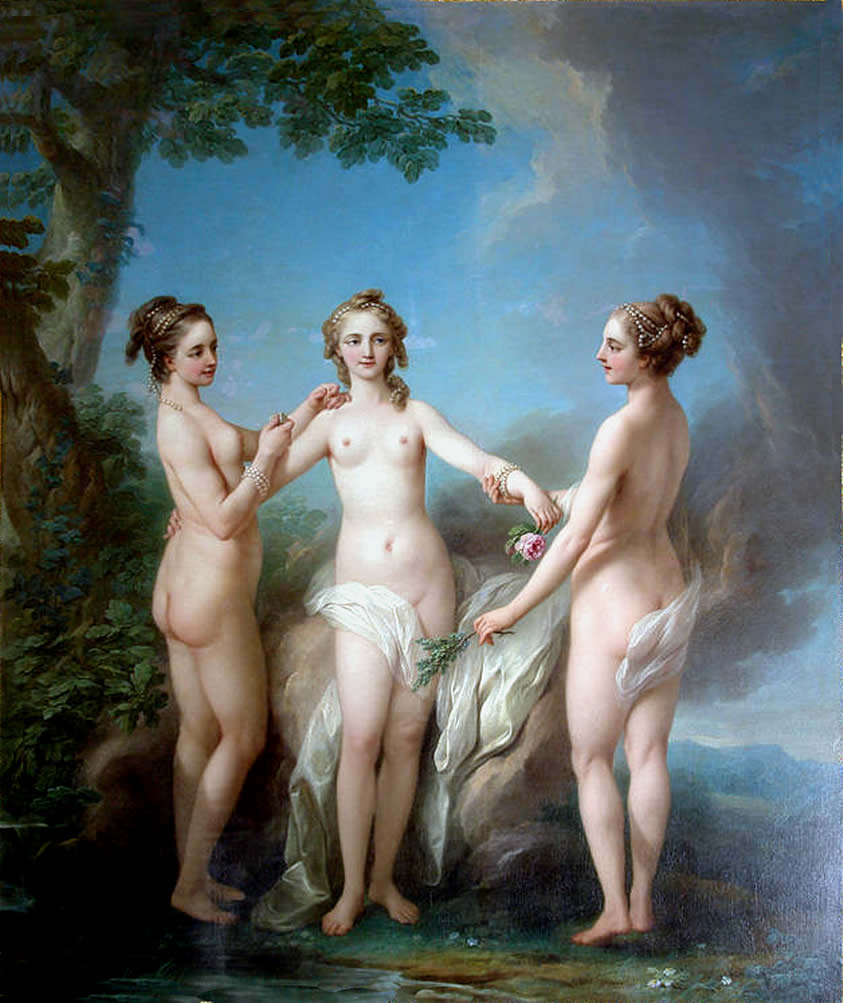
シャルル＝アンドレ・ヴァン・ローによる三美神

その頃、騙されていたことに気がついたジュノンは激怒しアテネから帰ると、メルキュールを問い詰める。メルキュールは間もなく始まる結婚式を見れば真相が分かるとジュノンを宥め、見物させるために物陰に引っ張って行き、
隠れさせる。婚礼のお祝いが始まり、妖精たちや村人たちがやって来て「歌おうこの日、愛の神の力を称えよう」と合唱し、歌に合わせて蛙たちが曳く車に乗ってプラテーが花嫁衣裳をまとってやって来る。シテロンとジュピテルが随行している。プラテーは愛の神アムールと婚姻の神ヒュメンが来ていないので不審に思うが、メルキュールは「アムールは忙しくて来られなかった」といい加減な言い訳を言う。気分を害したプラテーの前に弓矢をもったモミュスがアムールに代役を頼まれたと言ってやって来る。涙、悲しみ、悲鳴、倦怠を神々からの結婚祝いだと言ってわたそうとする（弦楽器による拍子抜けしたようなグリッサンド ）。プラテーはそれを断る。次にフォリーが「愛の神よ、矢を射て、矢筒を空にして」とはやし立て、三美神の扮装をしたモミュスの従者がおどけたダンスを踊りだす。そして、ジュピテルがプラテーの手を取って結婚の誓いを始めたその時、様子を窺っていたジュノンが業を煮やして踏み込んでくる。そして花嫁のヴェールをはぎ取ると、現れたのは醜いプラテーでジュノンは「一体何を見ているんだろう!」（Que vois-je ! Ô ciel !）と思わず噴き出してしまう。ジュピテルも一緒に笑い出す。ようやく自分がコケにされていたことに気がついたプラテーは怒って逃げ出す。ジュノンはジュピテルと仲直りをし、神々も雷鳴を轟かせて天に帰って行く。村人やフォリーは「プラテーを讃え、陽気に歌おう」（Chantez Platée, égayez-vous）と冷やかすので、怒ったプラテーはシテロンに復讐を誓いつつ沼に飛びこむ。村人たちはジュピテルとジュノンの仲直りを祝ってと歌い幕となる。

## 主な全曲録音・録画
| 年   | 配役 プラテー ラ・フォリー テスピス＆メルキュール シテロン ジュピテル                                                                  | 指揮者 管弦楽団 合唱団 | レーベル                                                          |
| ---- | --- | --- | ----------------------------------------------------------------- |
| 1956 | ミシェル・セネシャル ジャニーヌ・ミショー ニコライ・ゲッダ ジャック・ジャンセン フク・サンタナ                                         | ハンス・ロスバウト パリ音楽院管弦楽団 エクサン・プロヴァンス音楽祭合唱団                                                                     | CD:EMI EAN:0724357316927                                          |
| 1988 | ジル・ラゴン ジェニファー・スミス ギィ・ド・メイ ベルナール・ドゥレトレ ヴァンサン・ル・テジエ                                         | マルク・ミンコフスキ レ・ミュジシャン・デュ・ルーヴル                                                                                        | CD:Erato EAN:4943674260454                                        |
| 2002 | ポール・アグニュー ミレイユ・ドランシュ ヤン・ブロン ロラン・ナウリ ヴァンサン・ル・テジエ                                             | マルク・ミンコフスキ レ・ミュジシャン・デュ・ルーヴル 演出：ロラン・ペリー                                                                   | DVD:TDKコア EAN:4988026815616 ガルニエ宮でのライブ録画            |
| 2020 | マルセル・ベークマン ジャニーヌ・ド・ビク シリル・オヴィティ マルク・モイヨン エドウィン・クロスリー=マーサー                          | ウィリアム・クリスティ レザール・フロリサン アルノルト・シェーンベルク合唱団 演出: ロバート・カーセン アン・デア・ウィーン劇場でのライブ録画 | DVD:C Major EAN:4909346026155 CD:HARMONIA MUNDI EAN:4909346027411 |
| 2022 | ローレンス・ブラウンリー ジュリー・フックス マティアス・ヴィダル、レイナウト・ファン・メヘレン ナウエル・ディ・ピエロ ジャン・テジャン | マルク・ミンコフスキ レ・ミュジシャン・デュ・ルーヴル パリ・オペラ座合唱団 演出：ロラン・ペリー                                              | DVD:Bel Air EAN:4589538806958 ガルニエ宮でのライブ録画            |